# تمساح‌مانندان

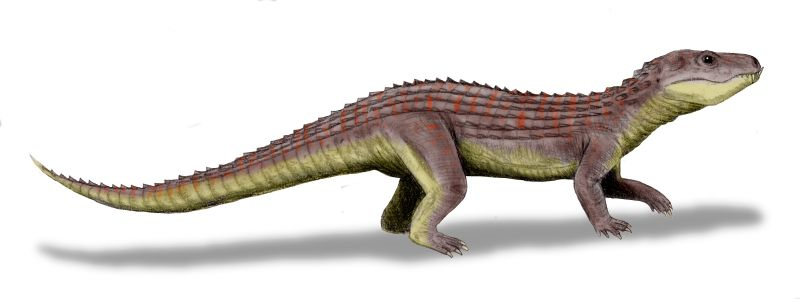
عکس تمثیلی

تمساح‌مانندان (نام علمی: Crocodyliformes) نام یک کلاد از کلاد تمساح‌ریختان است.